# Fontanès, Loire
Fontanès este o comună în departamentul Loire din sud-estul Franței. În 2009 avea o populație de 641 de locuitori.

## Evoluția populației
| An        | 1975 | 1982 | 1990 | 1999 | 2006 | 2009 |
| --------- | ---- | ---- | ---- | ---- | ---- | ---- |
| Populație | 423  | 461  | 525  | 576  | 611  | 641  |